# Brief van Jeremia
De Brief van Jeremia is een van de deuterocanonieke boeken in de Septuagint, en behoort dus niet tot de Tenach.
De vrij korte tekst (slechts 72 verzen) lijkt oorspronkelijk in het Grieks te zijn geschreven. Er is in elk geval geen enkele Semitische versie van voorhanden. Een fragment van de Griekse tekst is gevonden onder de documenten van Qumran.
De Vulgaatvertaling hecht deze Brief van Jeremia als zesde hoofdstuk aan het boek Baruch.

## Inhoud
De brief volgt het voorbeeld van een brief van de profeet Jeremia (Jr. 29:1-23), en stelt zich voor als een brief van deze profeet aan de ballingen van het Koninkrijk Juda in Babylonië.
De brief maant de ballingen aan op hun hoede te zijn voor de Babylonische afgodendienst.